# Pitsaersmolen

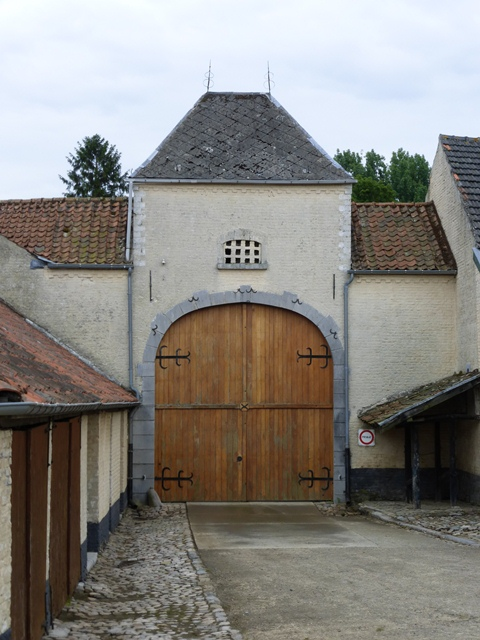
Poortgebouw Pitsaersmolen

De Pitsaersmolen (ook: Pitsaermolen) is een watermolen in de tot de Vlaams-Brabantse gemeente Landen behorende plaats Rumsdorp, gelegen aan de Spikkaertstraat 44.
Deze onderslagmolen op de Dormaalbeek fungeerde als korenmolen.

## Geschiedenis
Deze watermolen maakt onderdeel uit van een boerderijcomplex. Al in 1775 werd melding gemaakt van een watermolen op deze plaats, maar het huidige complex dateert van 1861-1863, maar het woonhuis is van 1882.
In 1900 werd een metalen onderslagrad geplaatst waarmee de molen tot 1959 in bedrijf is geweest. In 1982 werd het rad verwijderd. In 1999 werd de molen met omgeving beschermd als monument.

## Gebouw
Het boerderijcomplex is een gesloten hoeve. Boven het poortgebouw bevindt zich een duiventoren. Er is een langsschuur met dorsvloer en travalje. Een groot deel van de maalinrichting is nog aanwezig.